# Giovanni De Baillou
Giovanni De Baillou (Livorno, 25 agosto 1758 – Firenze, 27 giugno 1819) è stato un naturalista, geografo e cartografo italiano.

## Biografia
Figlio del colonnello barone Giuseppe De Baillou e nipote del naturalista Johann Ritter von Baillou, ebbe una formazione umanistica e si occupò di teatro, studi naturalistici e geografici. In seno all'amministrazione granducale, fece parte della commissione per la riforma dei regolamenti delle comunità e gli enti civili del Granducato di Toscana. Nel periodo del Regno d'Etruria fu "primo geografo" governativo ed eseguì la carta geografica della Toscana. Nel 1804 si iscrisse nella Venerabile Arciconfraternita della Misericordia di Firenze. Nel 1819 fu tra i fondatori del periodico fiorentino Il Saggiatore.